# Hans Schiefele (Pädagoge)
Hans Schiefele (* 20. Juli 1924 in Vöhringen)  ist ein deutscher Erziehungswissenschaftler und Psychologe.

## Leben
Hans Schiefele war der Sohn des Volksschullehrers Hans Schiefele. Im Zweiten Weltkrieg wurde er als Soldat an verschiedenen Fronten eingesetzt und kurz vor Kriegsende schwer verwundet. Im Anschluss an eine verkürzte Ausbildung als Volksschullehrer war er von 1947 bis 1959 im Schuldienst tätig und absolvierte in dieser Zeit ein Zweitstudium im Fach Psychologie mit den Nebenfächern Pädagogik, Anthropologie und Literaturwissenschaft, das er 1956 mit Diplom an der Ludwig-Maximilians-Universität München (LMU) abschloss. Nach seiner 1957 bei Philipp Lersch erfolgten Promotion wurde ihm als abgeordneter Lehrer eine Stelle als wissenschaftlicher Assistent an der Pädagogischen Hochschule München-Pasing angeboten.
1963 habilitierte er sich mit einer Arbeit über Motivation im Unterricht an der LMU München. 1963 arbeitete er zunächst als Privatdozent an der LMU München und übernahm im gleichen Jahr eine Professur für Pädagogische Psychologie an der Pädagogischen Hochschule Augsburg. 1964 zunächst als außerordentlicher Universitätsprofessor tätig, wurde er 1967 als Professor für Empirische Pädagogik und Pädagogische Psychologie an die LMU München berufen. Von 1974 bis 1977 war er als Dekan der neu gegründeten Fakultät für Psychologie und Pädagogik maßgeblich an der schwierigen Integration der PH München-Pasing in die LMU beteiligt.
Von 1969 bis 1983 war Schiefele Vorsitzender des Instituts Jugend Film Fernsehen, heute JFF – Institut für Medienpädagogik in Forschung und Praxis.
Schiefele wurde 1990 emeritiert, sein Nachfolger auf dem Lehrstuhl wurde sein Schüler Heinz Mandl.

## Wissenschaftliche Schwerpunkte
Schiefele war in der Phase des Neubeginns der pädagogisch-psychologischen Forschung nach dem Ende des Zweiten Weltkriegs einer der ersten deutschsprachigen Wissenschaftler, die sich für eine konsequente Orientierung am Prinzip der empirisch-analytischen Forschung einsetzten, z. B. im Hinblick auf die Untersuchung grundlegender Prinzipien des menschlichen Lernens. Ein zentrales Thema seiner wissenschaftlichen Arbeiten war die Erforschung der schulischen Lernmotivation, die bereits im Fokus seiner 1963 publizierten Habilitationsschrift stand. Ein besonderes Anliegen war für ihn die Frage der Angemessenheit der damals in der psychologischen Diskussion vorherrschenden handlungstheoretischen Konzepte der Leistungsmotivation, die nach seiner Auffassung den inhaltlichen Komponenten der Lernmotivation zu wenig Beachtung schenkten. Um diesem Defizit zu begegnen, entwickelten er und seine Mitarbeiter eine stärker auf pädagogische Belange zugeschnittene Theorie der Lernmotivation, in der das Konzept des Interesses eine zentrale Rolle spielt. Dabei stehen zwei Forschungsziele im Mittelpunkt, nämlich die Untersuchung der Wirkungsweise von Interessen im Kontext des schulischen Lernens und die Analyse der Entwicklung von Interessen im individuellen Lebenslauf. Die Ideen der Münchner Interessenkonzeption wurden in unterschiedlichen Forschungskontexten auch international aufgegriffen und theoretisch weiterentwickelt.

## Auszeichnungen
- 1976: Bundesverdienstkreuz
- 1991: Verleihung der Ehrendoktorwürde der Fakultät für Pädagogik der Universität der Bundeswehr in München[7]
- 1992: Wilhelm-Ebert-Preis des Bayerischen Lehrer- und Lehrerinnen Verbandes (BLLV)[8]

## Veröffentlichungen (Auswahl)

### Wissenschaftliche Publikationen
- Motivation im Unterricht; Beweggründe menschlichen Lernens und ihre Bedeutung für den Schulunterricht. Ehrenwirth, München 1963, 5. Auflage 1972, ISBN 978-3-431-01056-5.
- Lernmotivation und Motivlernen: Grundzüge einer erziehungswissenschaftlichen Motivationslehre. Ehrenwirth, München 1974, ISBN 978-3-431-01651-2.
- Motivation und Interesse (Themenschwerpunkt), Zeitschrift für Pädagogik, 25, 1–79, 1979.
- mit Andreas Krapp (Hg.): Handlexikon zur Pädagogischen Psychologie. Ehrenwirth, München 1981, ISBN 978-3-431-02360-2.
- mit A. Krapp, M. Prenzel, A. Heilan, H. Kasten: Principles of an educational theory of interest. (Paper presented at the 7 th  Meeting of the International Society for the Study of Behavioral Development in Munich), 1983.
- mit Andreas Krapp, Manfred Prenzel: Grundzüge einer pädagogischen Interessentheorie. In: Zeitschrift für Pädagogik, 32, 1986.
- mit Manfred Prenzel: Motivation und Interesse. In: Leo Roth (Hrsg.) Pädagogik: Handbuch für Studium und Praxis, (S.  813–823), Ehrenwirth, München 1991, ISBN 978-3-431-03024-2.

### Literarische Texte
- Der Aktenbote, Innenansichten eines Ministeriums: eine Satire. Ars una Verlag, München 1991, ISBN 978-3-89391-802-7.
- Totenvogel Goldfasan. Ars una, München 1991, ISBN 978-3-89391-801-0.
- Am Russenweiher und andere Kindheitsgeschichten. Ars una, München 1992, ISBN 978-3-89391-805-8.
- Mancherlei Leben im einzigen Dasein. Universitas, München 2000, ISBN 978-3-8004-1399-7.